# Bleptina malia
Bleptina malia là một loài bướm đêm trong họ Noctuidae.